# Diego de Achega
Diego de Achega fue un sacerdote que vivió en el siglo XVI.
Se saben pocos detalles sobre su vida, pero el sacerdote e historiador Lope Martínez de Isasti (1565-1626) dijo de él que era natural de la villa de Usúrbil y había sido capellán del emperador Carlos I durante el reinado de este. El historiador renteriano Juan Ignacio Gamón (1733-1814) dijo sin embargo que el Achega capellán del emperador era natural de la villa de Rentería. Generalmente se da más crédito al origen usurbildarra de Achega, ya que cronistas guipuzcoanos posteriores como Serapio Múgica lo nombran como uno de los hijos ilustres que ha dado la villa de Usúrbil. La casa de Achega era una de las casas solariegas de parientes mayores de Guipúzcoa, una de sus familias nobles principales y tenía su solar asentado en Usúrbil.. Además hay registros que prueban un vínculo familiar entre Diego de Achega y Antonio de Achega, procurador de Usúrbil en las Juntas Generales de Guipúzcoa, siendo ambos hermanos.
Se sabe que Diego de Achega fue capellán de la Corte, primero de la Reina Juana (1505-1516) y posteriormente del emperador Carlos I (1516-1556). Como integrante del séquito del emperador se le considera que fue una persona con cierta influencia política en su época, aunque se desconoce realmente la importancia que pudo tener en la Corte o su grado de influencia.